# Battaglia di Olivento
La battaglia di Olivento è stata combattuta nella omonima pianura il 17 marzo 1041, a breve distanza dalle rive del fiume Olivento, uno dei principali affluenti della riva destra dell'Ofanto, ai confini tra la Capitanata ed il territorio di Melfi, dai Bizantini contro gli alleati Normanni e Longobardi. È la prima delle grandi battaglie campali nell'Apulia contro i Bizantini.

## Quadro storico
Il Meridione in questo periodo è abitato da popolazioni che professano religioni eterogenee. La coesistenza fra musulmani, Bizantini e Longobardi determina conflitti politici, strappi nel tessuto etnico, variazioni nella vita della società. Le popolazioni del Catapanato bizantino d'Italia e della Campania conservano il Cristianesimo Romano. I principi longobardi amministrano Capua, Benevento e Salerno. Il Ducato di Sorrento e le Città Stato di Napoli e di Gaeta manifestano autonomia. I fedeli della Calabria praticano il Cristianesimo d'Oriente e gli emiri arabi dominano la Sicilia, con popolazione che pratica il culto Islamico, e piccoli nuclei latini d'ispirazione cristiana Romana.

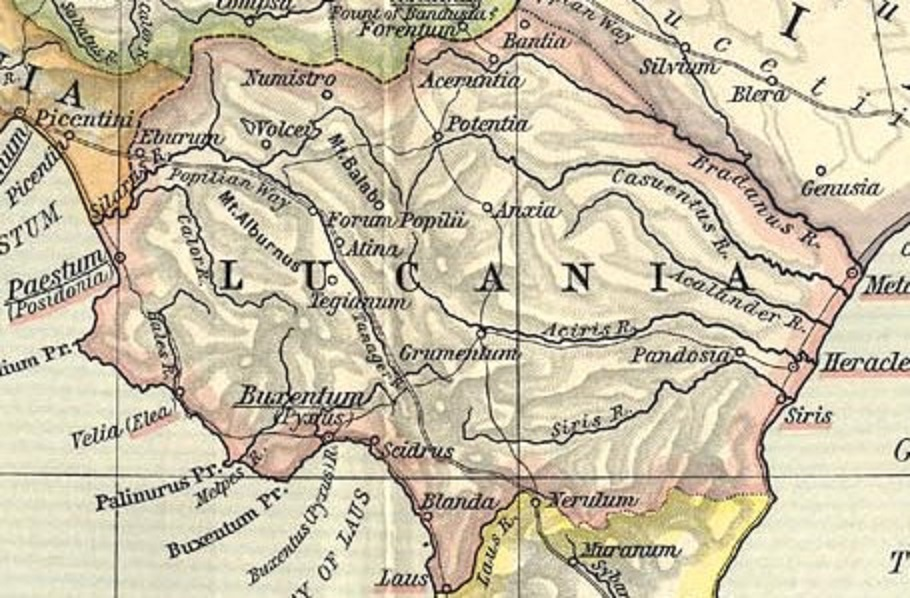
La regione storica della Lucania, ove si trovano
Melfi, Lavello, Venosa, e il fiume Olivento, luogo della battaglia di Olivento.

Questa situazione favorisce la penetrazione dei Normanni, che hanno una forte coesione tra loro e sfruttano l'antagonismo fra i potenti. L'armigero Arduino di Milano valuta che il territorio dell'Apulia è quasi sguarnito di truppe bizantine, perché le stesse sono impegnate in Sicilia contro i Saraceni, e si procura l'appoggio del principe Guaimario V di Salerno, il quale intravede la possibilità di liberarsi dal giogo bizantino. Arduino, di conseguenza, passa al fronte dei rivali Normanni e si reca ad Aversa. Qui incontra Rainulfo Drengot, conte di Aversa e padrone della Terra di Lavoro, che ha riunito trecento cavalieri normanni e un migliaio di fanti.
Essi rispondono a dodici condottieri alleati, tra cui i normanni Guglielmo d'Altavilla, Drogone d'Altavilla, Umfredo d'Altavilla e il condottiero Ugo Tutabovi; il longobardo Atenolfo di Benevento e Argiro (figlio di Melo di Bari). A costoro Arduino propone di cacciare i Bizantini dalla regione, promette la metà delle terre conquistate e propone Melfi come quartier generale.
A questi eventi reagisce il Catapano Michele Dukeianos, che muove da Bari con le poche forze di cui dispone il Catapanato d'Italia. Il nerbo delle truppe è costituito da distaccamenti che appartengono ai reggimenti di élite dell'Impero Bizantino, tra cui il contingente dei Vareghi (Vichinghi), il Tagma dell'Opsikion e un Meros dei Traci. Egli si precipita a sedare la rivolta antibizantina. In un primo momento il Catapano sconfigge gli insorti e li insegue fino ad Ascoli Satriano ma qui gli abitanti si ribellano ai Bizantini.

## Schieramenti degli eserciti

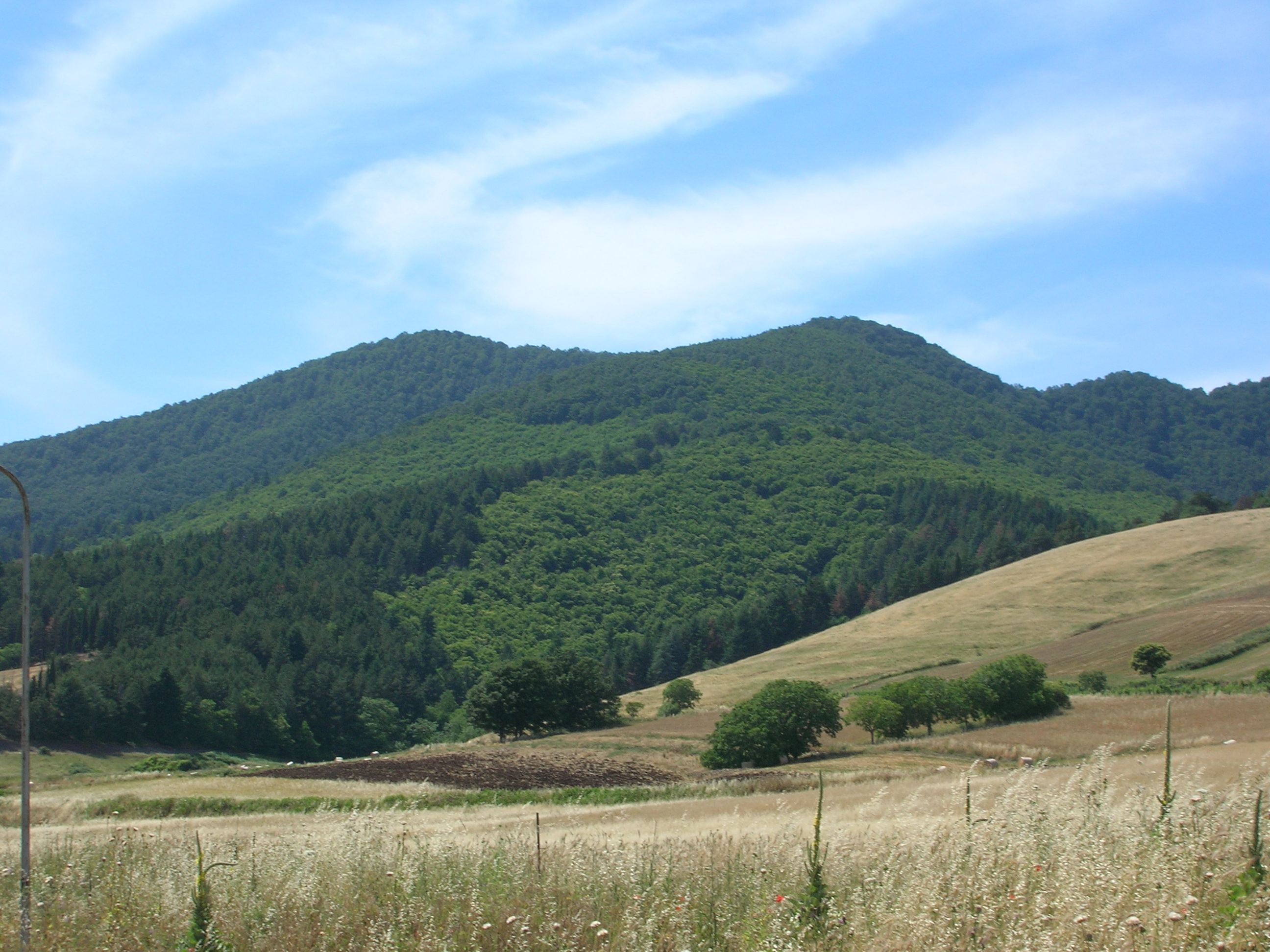
Il monte Vulture, alle cui pendici si combatte la battaglia di Olivento.

La mattina del 17 marzo 1041, sempre presso Ascoli Satriano, Michele Dokeianos intercetta un esercito di settecento cavalieri e cinquecento fanti al comando di Rainulfo I Drengot, di Arduino e di Guglielmo d'Altavilla.
Guglielmo di Puglia testimonia gli schieramenti: l'esercito dei Bizantini e Vareghi è guidato dal catapano d'Italia Michele Dokeianos (o Dulchiano); il loro schieramento ricalca i manuali militari, con la cavalleria che si dispone su tre linee: una frontale d'attacco; la seconda di supporto, offrente il vantaggio d'ispirare fiducia nei soldati in prima linea che combattono con le spalle coperte dai compagni, pronti ad appoggiarli e a permettere il riformare dello schieramento; dietro a tutti, la terza linea in riserva. Le forze bizantine, con superiorità numerica, stabiliscono il campo sulla riva del fiume. Suddivise in più contingenti, esse includono il "tagma" dell'Opsikion, un "meros" dei Traci ed i Vareghi.
I Normanni e Longobardi contrappongono uno schieramento snello e leggero, che prevede l'impiego tattico della fanteria. Esso è costituito da tre settori, dispiegati su di una sola linea frontale, con compiti tattici delineati. Il corpo centrale è il nerbo della cavalleria che, forte di 700 elementi è .
destinato all'urto frontale; alle due ali è sistemata la fanteria con due schiere laterali, destinate alla copertura dei fianchi; i fanti sono appoggiati da alcuni cavalieri appiedati, al fine di garantire maggiore tenuta e pronti a confluire al centro. Le ali sono schierate quale eventuale rifugio per la cavalleria, nel caso di ritirata. Pochi dei cavalieri sono muniti di equipaggiamento completo, ma la superiorità tattica appare schiacciante.
I militari normanni e longobardi eleggono al comando supremo il fratello del principe longobardo di Benevento, Atenolfo. I cavalieri normanni sono guidati da Guglielmo d'Altavilla e da Argiro.

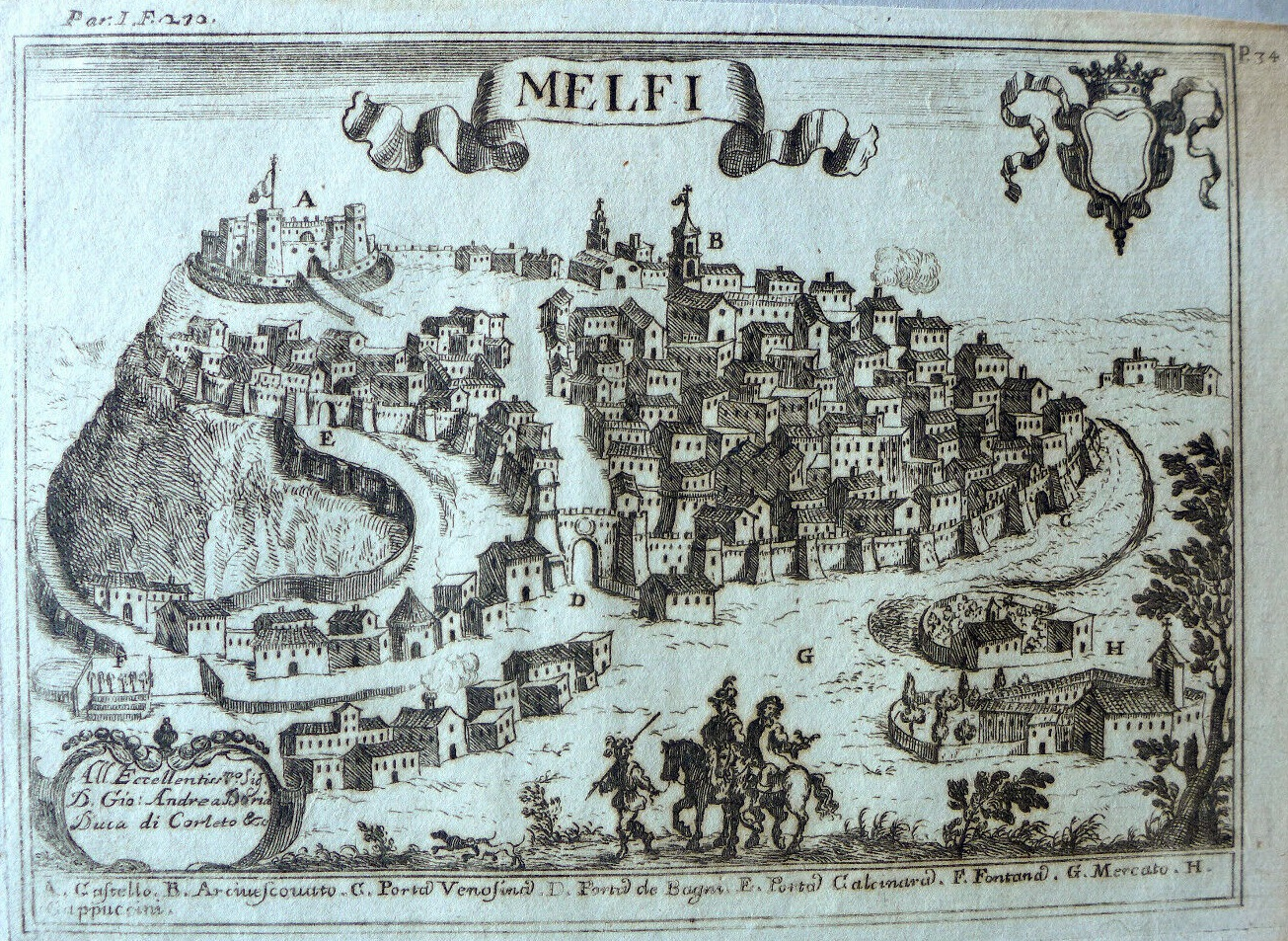
Antica stampa di Melfi, la città che diviene il quartier generale dei Normanni e luogo di arrivo dell'esercito che proviene dalla vittoria nella battaglia di Olivento.

## Svolgimento della battaglia
La battaglia di Olivento dura una giornata. Le forze bizantine attaccano ad ondate successive, allo scopo di indebolire la cavalleria rivale. Il catapano lancia l'assalto con le truppe scelte. Guglielmo di Puglia riferisce di un "cuneus' di cavalleria, lanciato dai Bizantini alla carica, contro il quale muove un "cuneus" normanno.
I Normanni reggono l'impatto, respingono la cavalleria bizantina e varaghia, contrattaccano e sbaragliano le forze bizantine. Secondo Goffredo Malaterra, i Normanni combattono con slancio irresistibile e risoluto nella carica, sempre “fortiter agendo, fortiter congredientes” e lo scontro si risolve con la prima decisiva carica di cavalleria.
Molti Greci tentano la fuga ed annegano nel fiume, lo stesso catapano non scampa alla morte. La superiorità strategica dei Normanni è dovuta al fatto che essi combattono per la conquista: vincere una battaglia significa guadagnare terre e bottino. Gli avversari, invece, combattono per la paga, senza miraggi di carriera e di onori. I Normanni raccolgono un ricco bottino. Vincitore assoluto della battaglia è Guglielmo d'Altavilla.
Si combatte così la prima di tre battaglie, a cui seguiranno nel giro di sei mesi, la battaglia di Montemaggiore e la battaglia di Montepeloso (Irsina).

## Conseguenze della battaglia
La vittoria nella battaglia di Olivento costituisce la prima tappa per la conquista del Meridione d'Italia. Guglielmo si installa ad Ascoli Satriano, prende anche Venosa ed occupa Gravina.
Arduino, Argiro, i fratelli Altavilla ed i contingenti Longobardi arrivano sul monte Vulture e, nottetempo, per non creare allarme tra gli abitanti, cingono Melfi d'assedio. Il 28 di marzo, Arduino offre ai cittadini che aprino le porte e lascino entrare come amici i Normanni per liberare la città dai Bizantini. I Normanni s'insediano a Melfi "ricca città che li fa grandi" e vi stabiliscono la loro capitale, appena dieci giorni dopo la battaglia. I fratelli Altavilla ottengono Melfi da Guaimario, come ricompensa per l'aiuto offerto contro Capua e Benevento.
Secondo Amato di Montecassino i Normanni giungono anche a Venosa, situata su di un colle tra due valli, seminano la paura nella popolazione e raccolgono un immenso bottino. Guaimario affida il controllo della città - famosa per avere dato i natali a Orazio Flacco - a Guglielmo d'Altavilla. Questa, con cinta di mura con tre porte, è al punto d'incontro della via consolare Appia da Benevento per Brindisi, con la via Herculea per la Calabria. Arduino s'impadronisce altrettanto di Lavello ed Ascoli Satriano.